# Junonia hierta
Junonia hierta (Engels: Yellow Pansy) is een dagvlinder uit de familie Nymphalidae, de vossen, parelmoervlinders en weerschijnvlinders.
Het verspreidingsgebied beslaat geheel Afrika, het Midden-Oosten en Zuid-Azië. Waardplanten komen uit de geslachten Acanthaceae en Barleria.

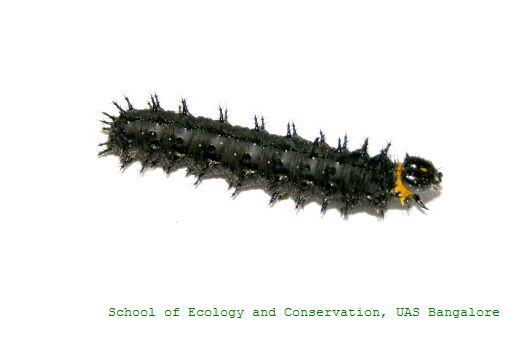
Rups
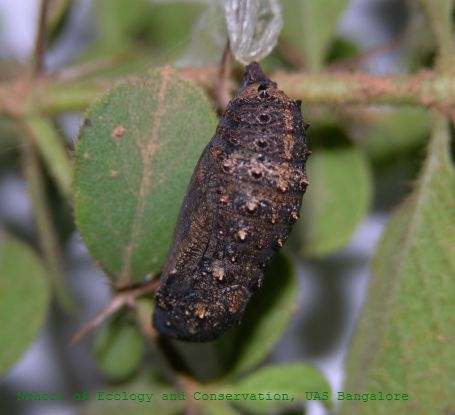
Pop
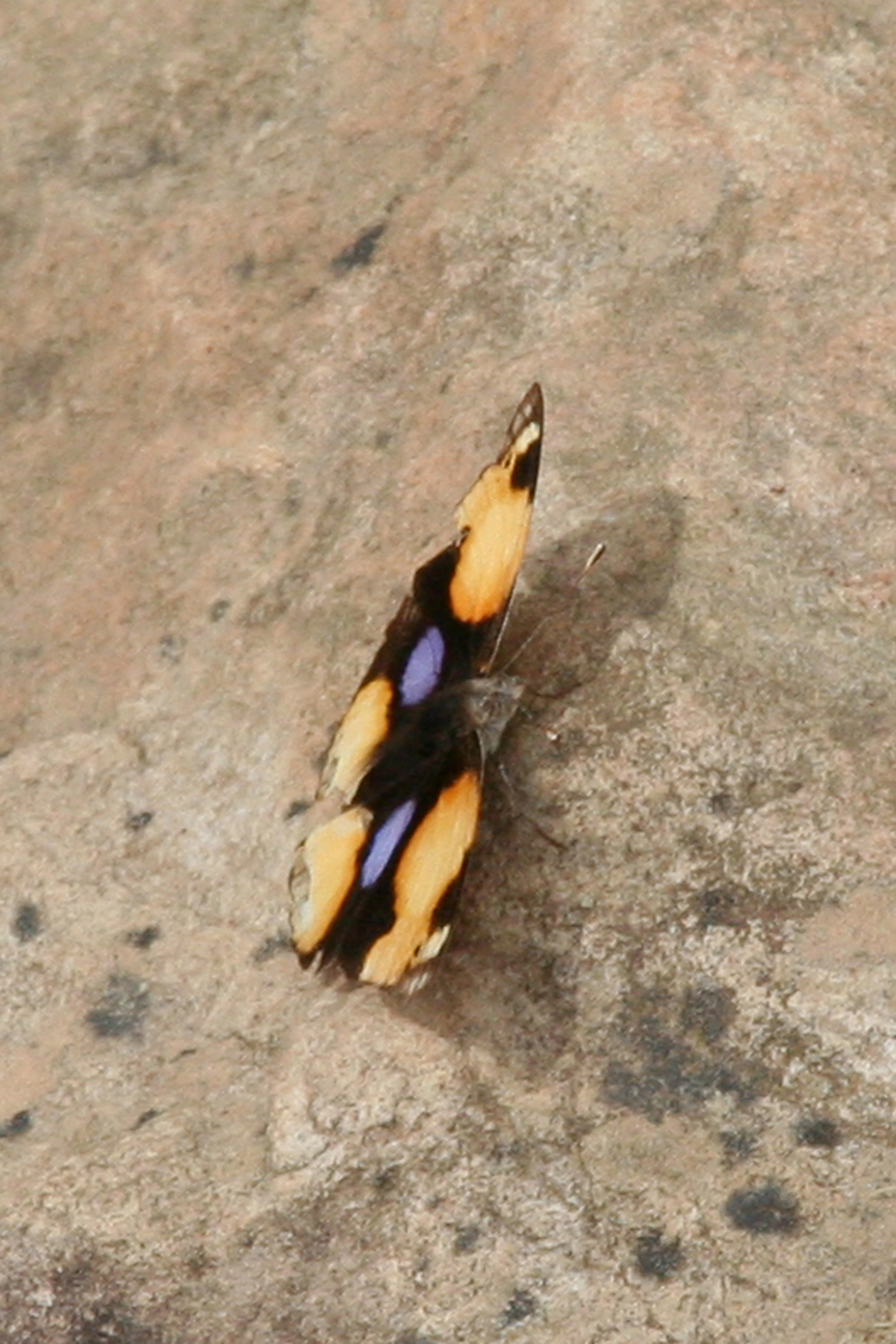
Junonia hierta cebrene